# Quinn Sullivan
Quinn Krippendorff Sullivan (Filadelfia, Pensilvania, Estados Unidos, 27 de marzo de 2004) es un futbolista estadounidense que juega como centrocampista en el Philadelphia Union de la Major League Soccer.

## Trayectoria
Tiene doble nacionalidad (alemana) y comenzó su carrera juvenil en el Fishtown A.C. Luego fue transferido al Philadelphia Union Academy, donde asistió a la prestigiosa YSC Academy School. Debutó como profesional con el equipo de reserva del club, el Philadelphia Union II, el 18 de julio de 2020 contra el Pittsburgh Riverhounds. Entró como suplente en la segunda parte.
Firmó oficialmente por el primer equipo el 12 de noviembre de 2020 como jugador de la cantera junto a su compañero de equipo de la infancia Brandan Craig. Su contrato comenzó como jugador en nómina para la temporada 2021. Sus primeros minutos con el Union fueron sustituciones en los últimos partidos, incluso durante la primera campaña del Philadelphia Union en la Liga de Campeones de la CONCACAF. Fue titular por primera vez en la liga con el Philadelphia Union el 26 de junio contra el Chicago Fire, donde marcó su primer gol para empatar el partido 1-1. Su primer gol como profesional con el Philadelphia Union le valió el galardón de Gol de la Semana, y posteriormente sumó otro Gol de la Semana.

## Vida personal
Proviene de una familia de futbolistas: su padre, Brendan, jugó en cinco clubes y marcó 15 goles en una carrera profesional de seis años en la A-League. Antes de eso, Brendan Sullivan fue seleccionado para el All-Ivy en la UPENN y fue una estrella en el Saint Joseph's Prep de Filadelfia. Luego pasó a ser entrenador en su alma mater. Su madre jugó en la División I de la NCAA y fue capitana del equipo femenino de la UPenn. Su primo es Chris Albright, un jugador de la selección nacional de Estados Unidos que jugó dos temporadas en el Philadelphia Union, y su abuelo es Larry Sullivan, el entrenador principal de Villanova durante 17 años. Su tío, Bryan Sullivan, fue portero D1 en el Philadelphia Textile, y también formó parte del cuerpo técnico de Villanova.

## Estadísticas

### Clubes
Actualizado al último partido disputado el 24 de febrero de 2024.
| Club                                 | Div.          | Temporada     | Liga  | Liga  | Copas nacionales | Copas nacionales | Copas internacionales | Copas internacionales | Total | Total |
| Club                                 | Div.          | Temporada     | Part. | Goles | Part.            | Goles            | Part.                 | Goles                 | Part. | Goles |
| ------------------------------------ | ------------- | ------------- | ----- | ----- | ---------------- | ---------------- | --------------------- | --------------------- | ----- | ----- |
| Philadelphia Union II Estados Unidos | 2.ª           | 2020          | 9     | 0     | —                | —                | —                     | —                     | 9     | 0     |
| Philadelphia Union II Estados Unidos | 3.ª           | 2022          | 11    | 3     | —                | —                | —                     | —                     | 11    | 3     |
| Philadelphia Union II Estados Unidos | 3.ª           | 2023          | 2     | 0     | —                | —                | —                     | —                     | 2     | 0     |
| Philadelphia Union II Estados Unidos | Total club    | Total club    | 22    | 3     | 0                | 0                | 0                     | 0                     | 22    | 3     |
| Philadelphia Union Estados Unidos    | 1.ª           | 2021          | 21    | 2     | 0                | 0                | 3                     | 0                     | 24    | 2     |
| Philadelphia Union Estados Unidos    | 1.ª           | 2022          | 17    | 1     | 1                | 0                | —                     | —                     | 18    | 1     |
| Philadelphia Union Estados Unidos    | 1.ª           | 2023          | 25    | 2     | 0                | 0                | 11                    | 0                     | 36    | 2     |
| Philadelphia Union Estados Unidos    | 1.ª           | 2024          | 1     | 0     | 0                | 0                | 1                     | 0                     | 2     | 0     |
| Philadelphia Union Estados Unidos    | Total club    | Total club    | 64    | 5     | 1                | 0                | 15                    | 0                     | 80    | 5     |
| Total carrera                        | Total carrera | Total carrera | 86    | 8     | 1                | 0                | 15                    | 0                     | 102   | 8     |

## Palmarés

### Títulos internacionales
| Título                           | Equipo                                 | País     | Año  |
| -------------------------------- | -------------------------------------- | -------- | ---- |
| Campeonato Sub-20 de la Concacaf | Selección sub-20 de los Estados Unidos | Honduras | 2022 |

### Distinciones individuales
| Distinción                                                     | Año  |
| -------------------------------------------------------------- | ---- |
| Incluido en el Once ideal del Campeonato Sub-20 de la Concacaf | 2022 |